# Ramsesseus follioti
Ramsesseus follioti es un hemíptero de la familia Aleyrodidae, con una subfamilia: Aleyrodinae.
Ramsesseus follioti fue descrita científicamente por primera vez por Zahradnik en 1970.